# ARG2
ARG2‏ (Arginase 2) هوَ بروتين يُشَفر بواسطة جين ARG2 في الإنسان.